# Охонины брови
«Охонины брови» — повесть русского писателя Дмитрия Мамина-Сибиряка, опубликованная в 1892 году и посвящённая теме Пугачёвского восстания.

## История создания и публикации
Повесть «Охонины брови» была опубликована в журнале «Русская мысль», в книгах 8 и 9 за 1892 год.
Она посвящена теме Пугачёвского восстания, к которой Мамин-Сибиряк проявлял интерес ещё в студенческие годы, о чём свидетельствует его письмо отцу от 26 июня 1875 года, в котором он спрашивает о сохранившихся устных преданиях об этом бунте. Кроме того, в черновиках писателя за 1880—1881 годы сохранились наброски так и ненаписанного рассказа «Железный закон», посвящённого истории основания уральских заводов на фоне Пугачёвского восстания. В них угадываются черты будущей повести.
При работе над повестью Мамин-Сибиряк изучил множество исторических источников, среди которых можно выделить статью шадринского краеведа Александра Зырянова «Пугачёвский бунт в Шадринском уезде и его окрестностях», опубликованную в «Пермском сборнике» в 1859 году. Так упомянутый в этой статье нищий крестьянин Афанасий Корендюгин, ставший несмотря на свою слепоту одним из лидеров восстания, послужил прототипом для героя повести слепца Брехуна. Черпал сведения Мамин-Сибиряк и из работы историка Николая Дубровина «Пугачёв и его сообщники», вышедшей в 1884 году, а также из статей Г. Плотникова, посвящённых истории Далматовского монастыря, который в 1774 году осаждали бунтовщики. Благодаря им он создал образ игумена Моисея (прототипом которого был игумен монастыря Иакинф), а также узнал об истории княжны Параскевы Юсуповой, таинственной узницы этой обители.
В «Охониных бровях» рассказывается о действиях восставших в Зауралье. Названия изменены, так Далматовский монастырь называется в повести Прокопьевским, город Шадринск — Усторожьем, река Исеть — Яровой, а Каменский завод — Баламутским.
Написание романа пришлось на период бурной творческой активности Мамина-Сибиряка. Одновременно с ним он работал также над романом «Золото», был занят в газете «Русская жизнь», где каждую неделю публиковался его новый очерк или рассказ. Исходя из подобной занятости писателя можно сделать вывод, что материал для создания повести был заранее готов, что позволило Мамину-Сибиряку потратить на её написание небольшое количество времени. О работе над «Охониными бровями» Мамин-Сибиряк сообщал в письмах к близким от 23 июня, 21 июля и 24 ноября 1891 года, а также от 3 мая 1892 года, в котором поведал, что повесть вскоре будет напечатана.

## Критика
Выход повести не встретил каких-либо значимых откликов у современников.
Современный исследователь В. А. Дашевский отмечает историческую достоверность в изображении эпохи, динамичность структуры повести, умелое использование специфики местного уральского говора.